# Where'er You Walk
Where'er You Walk è un'aria dell'oratorio Semele, scritto da Georg Friedrich Händel su libretto di William Congreve elaborato da Newburgh Hamilton.
L'aria viene cantata nell'Atto II (scena 3) da Jupiter, per mettere in guardia il protagonista Semele, con una lunga e poetica metafora che medita sulla delicatezza della vita.
Per quanto concerne la metrica, lo schema esecutivo è A-B-A, ossia i primi due versi (A) devono essere ripetuti dopo gli ultimi due (B), come per chiudere un cerchio che, in questo caso, è la vita stessa.